# Rudolf Koch (Schriftkünstler)

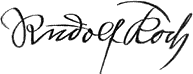
Signatur

Rudolf Koch (* 20. November 1876 in Nürnberg; † 9. April 1934 in Offenbach am Main) war ein deutscher Typograf, Grafiker, Kalligraf, Buchgewerbezeichner und Ziseleur.

## Leben

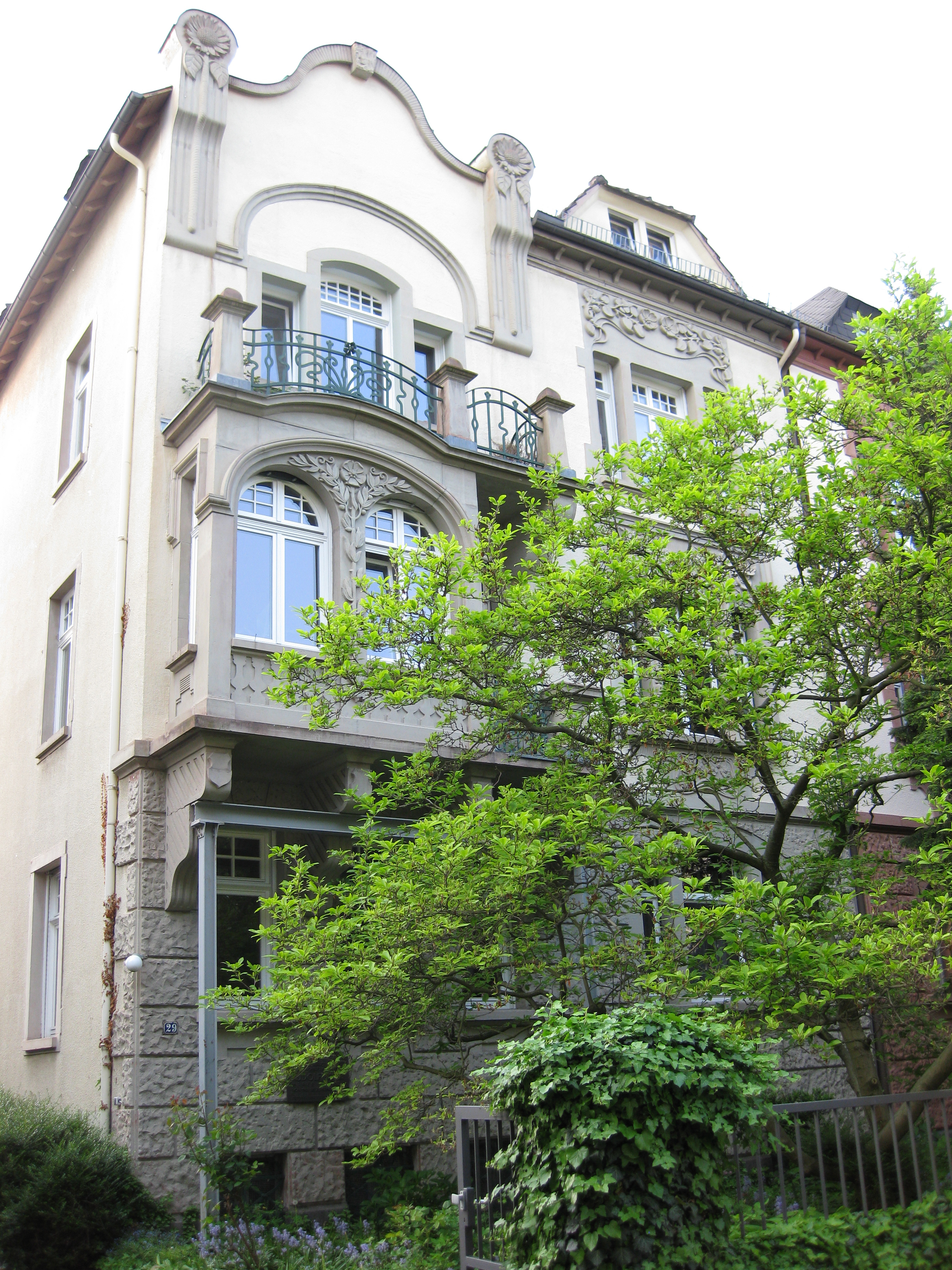
Kochs Wohnsitz in Offenbach

Rudolf Koch erlernte im Alter von sechzehn Jahren in einer Metallwarenfabrik in Hanau das Ziselieren. Parallel dazu besuchte er die dortige Zeichenakademie. Es folgte der Besuch der Kunstgewerbeschule in Nürnberg und der Technischen Hochschule in München. Nach einer Anstellung als Zeichner und Maler in Leipzig und einem Aufenthalt in London gelangte Rudolf Koch zum Druckgewerbe, in dem er seinen wahren Beruf sah.
Im Jahr 1906 trat Koch in die Rudhardsche Gießerei (später Gebr. Klingspor) in Offenbach ein. Hier entwarf er wegweisende Schriftarten wie die Kabel. Einige seiner Entwürfe wurden aber erst nach seinem Tod vollendet. Hugo Eberhardt holte ihn an die heutige Hochschule für Gestaltung in Offenbach am Main, wo 1933 eine aufwendig gestaltete und produzierte Deutschlandkarte entstand. Eine Freundschaft verband ihn mit der Firma Heintze & Blanckertz, für deren Zeitschrift „Die zeitgemäße Schrift – Zeitschrift für Schrift- und Formgestaltung“ er regelmäßig schrieb. Diese veröffentlichte auch Bücher von ihm. Als Grafiker war Koch auch für den Insel Verlag tätig. Karl Friedrich Lippmann porträtierte Rudolf Koch in einem Holzschnitt.
Kochs Kinder eröffneten im Haus Fürsteneck in Frankfurt die Werkstatt Haus zum Fürsteneck, wo zahlreiche Werke Rudolf Kochs verlegt wurden.

## Werk

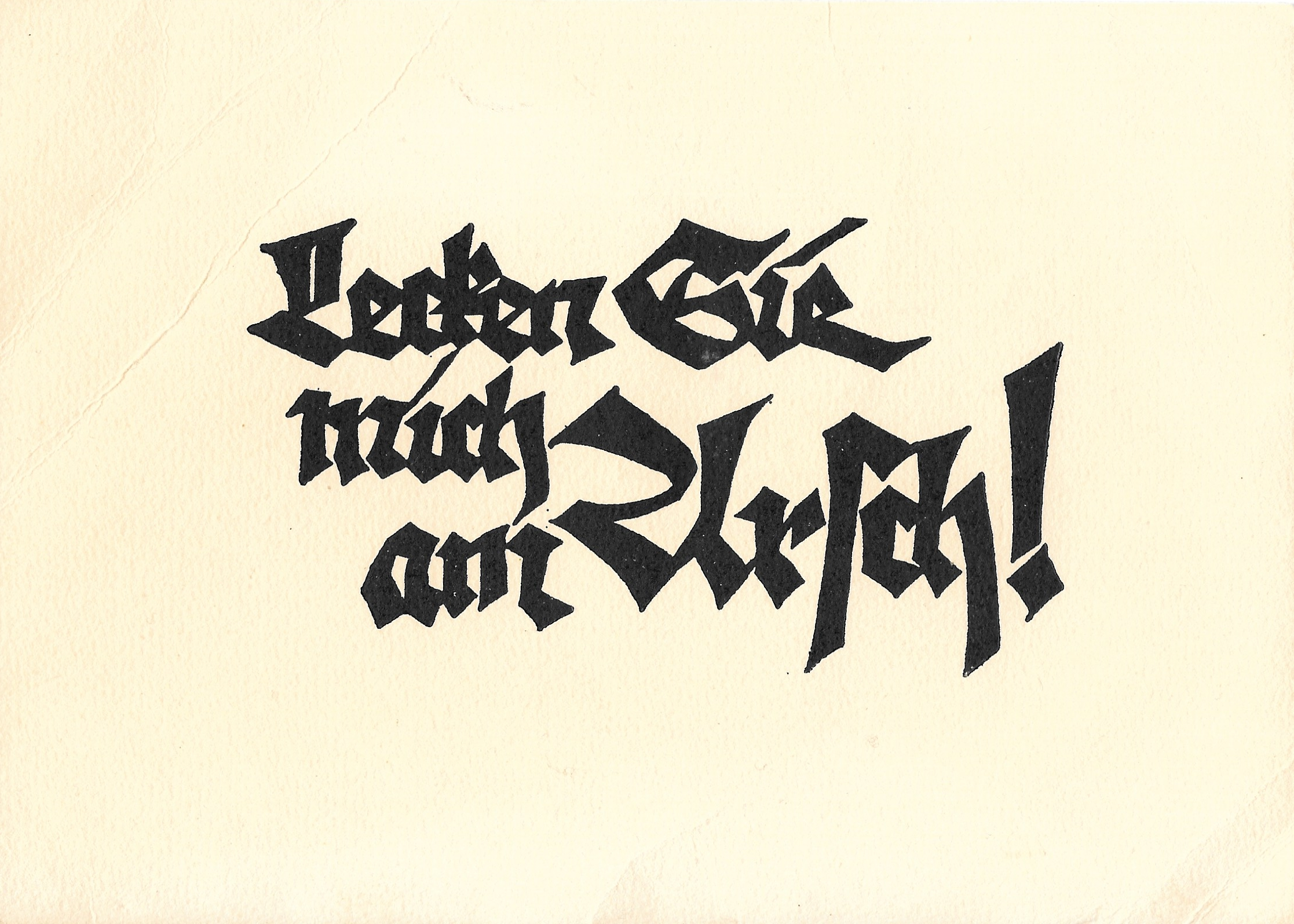
Kunstblatt von Rudolf Koch

Kochs Bemühungen bezogen sich auch auf die Erneuerung der deutschen Schreibschrift, die in der gegen Ende des 18. und zu Beginn des 19. Jahrhunderts vorherrschenden Form der Deutschen Kurrentschrift formal erstarrt und schwierig zu schreiben war. Im Gegensatz zu Ludwig Sütterlin, der seine Sütterlinschriften unter dem Aspekt der leichten Erlernbarkeit für Schulkinder entwickelt hatte, hat Koch mit seiner Offenbacher Schrift eine ausdrucksstarke Charakterschrift geschaffen.
Über die Frakturschrift schrieb Koch einmal: „Wie dunkler Tannen würziger Harzduft, wie wenn die Amsel weithin durch den Abend ruft, wie des Wiesengrases leichtschwankende Zierlichkeit, herrlichste, deutscheste Schrift, so lieben wir dich seit langer Zeit“. Ein anderes Mal beschrieb er sie als „eines der schönsten und ehrwürdigsten Denkmäler des deutschen Volksgemütes“.
Neben der Entwicklung von Schriften galt Kochs Interesse der Erneuerung des kirchlichen Kunsthandwerks. Er entwarf Leuchter, Paramente, Abendmahlsgeräte und andere Objekte für Kirchenausstattungen. In besonderer Weise profitierte hiervon die Offenbacher Friedenskirche, deren Gemeindemitglied und Kirchenvorsteher er war. Sein Stil und die von ihm zuerst 1923 im Zeichenbuch (Neuauflage 1984: Insel-Bücherei 1021/2) vorgestellten Symbole waren bis in die späten 1960er-Jahre so beherrschend, dass es kaum eine evangelische Kirche in Deutschland gab, in der nicht irgendein Ausstattungsstück von Kochs Stil beeinflusst war.
Zusammen mit Fritz Kredel und Berthold Wolpe (Holzschnitte) und unter Einbeziehung weiterer Schüler arbeitete Koch (Kalligraphie) bis 1933 an einer großformatigen Karte von Deutschland und den angrenzenden Gebieten, die 1934 bei H.F. Jütte im Sechs-Farben-Druck hergestellt wurde und die 1935 und 1937 (2. Aufl.) im Leipziger Insel Verlag erschien.

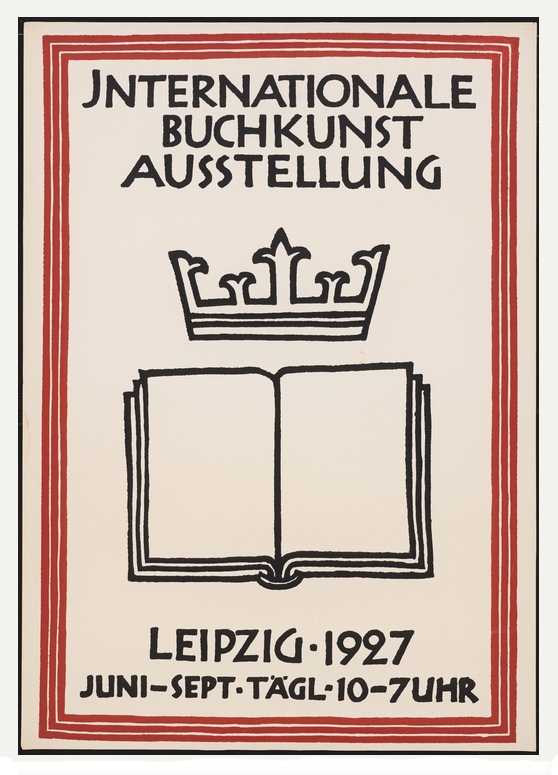
Plakat für die Internationale Buchkunst-Ausstellung (1927)
Logo der Kirchlichen Arbeit Alpirsbach (1934)
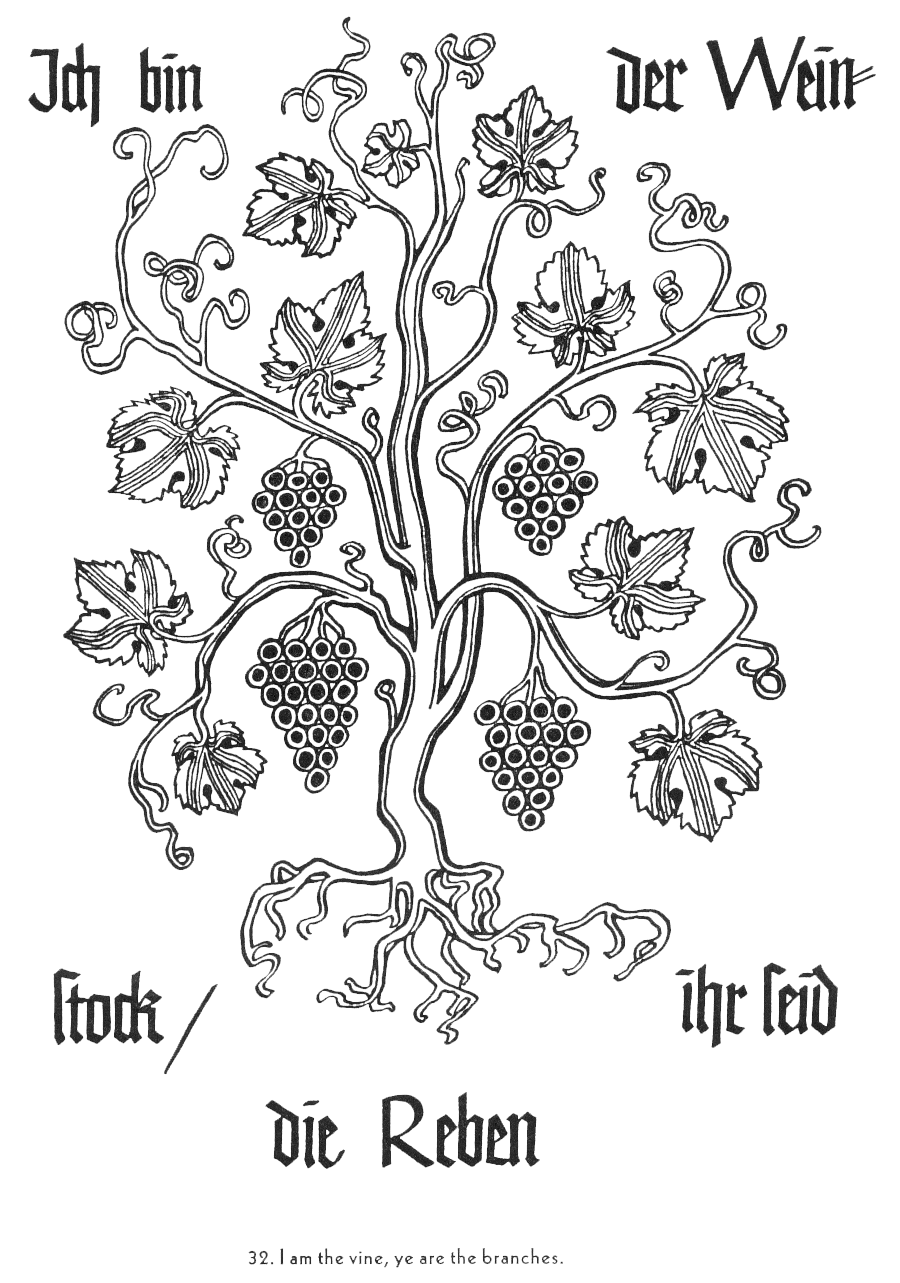
Weinstock und Reben
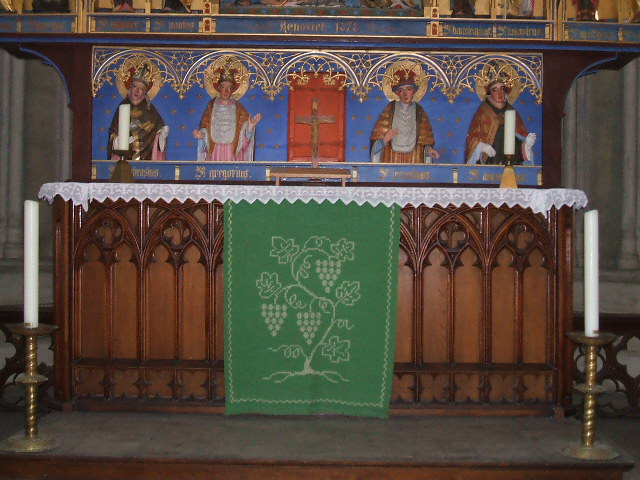
Umsetzung in der Paramentik: Antependium der Marienkirche (Stralsund)
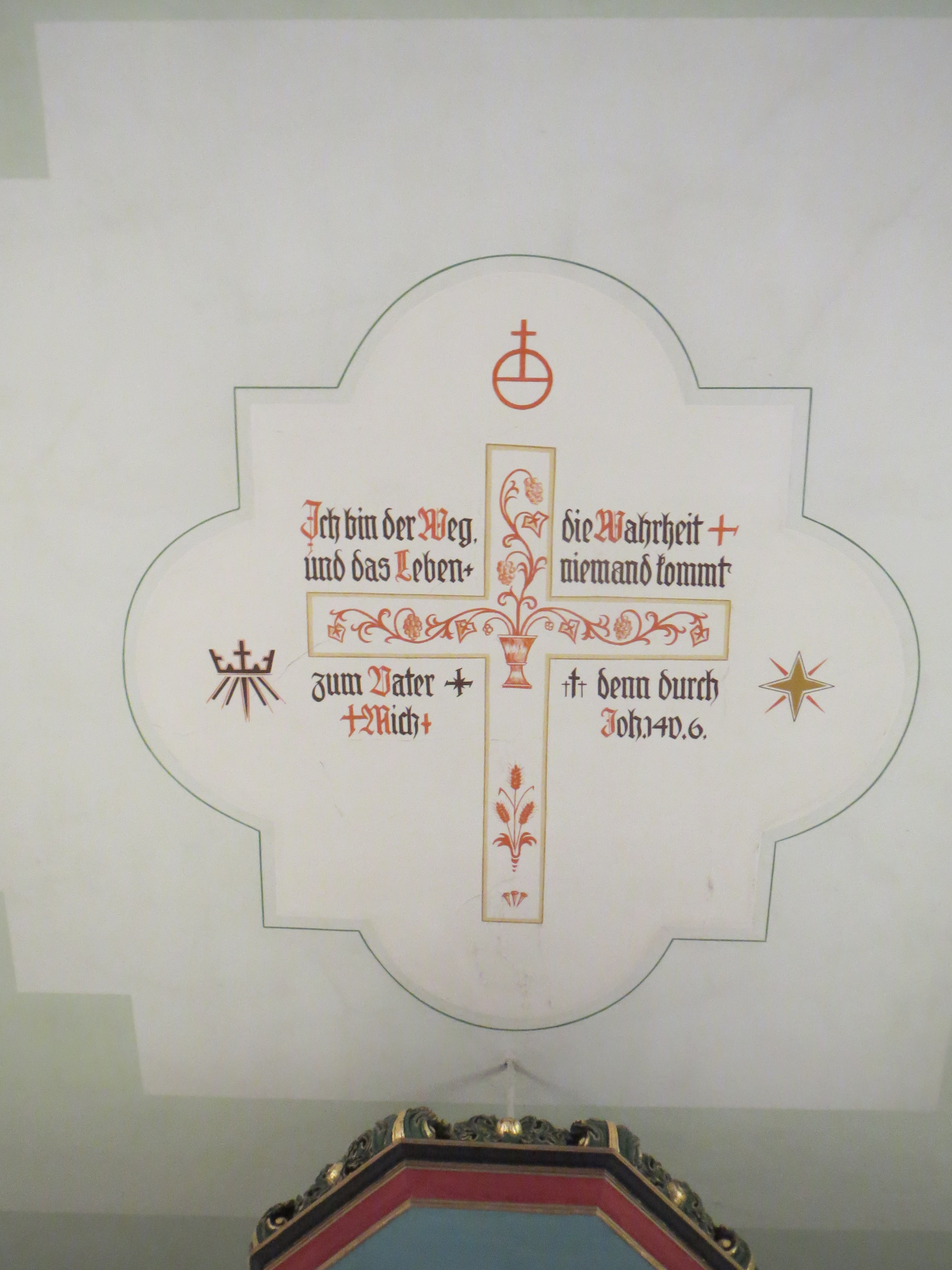
Umsetzung in Deckenmalerei: Kirche Ducherow
Titelseite der Sonnenlieder der Neuwerk-Bewegung

## Bekannte Schüler
- Georg Baus
- Gotthard de Beauclair
- Hans Bohn
- Fritz Kredel
- Fritz Lometsch
- Friedrich Heinrichsen
- Herbert Post
- Kurt Scheele
- Berthold Wolpe
- Hans Kühne (Emil Johannes K.)
- Eugen Kuhn
- Max Waibel
- Siegfried Fuchs (1903–1978)

## Schriften von Rudolf Koch

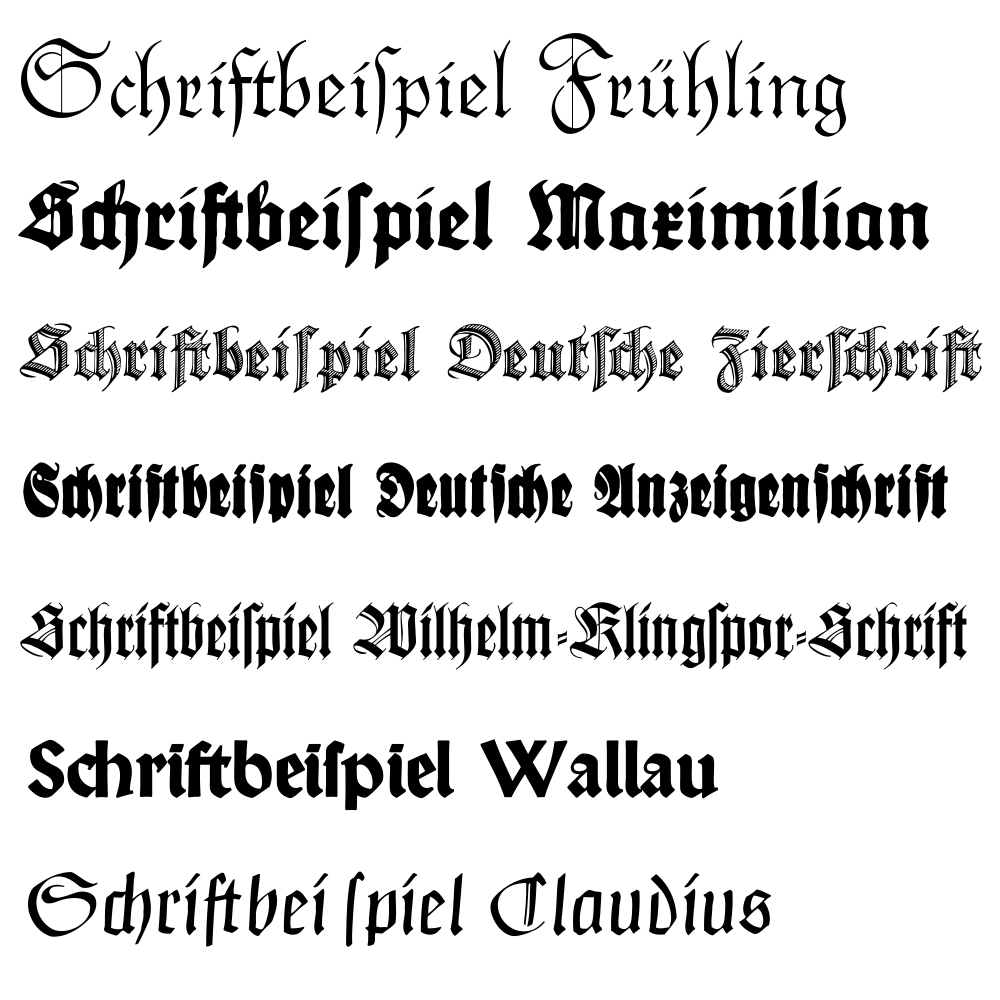
Gebrochene Schriften von Rudolf Koch

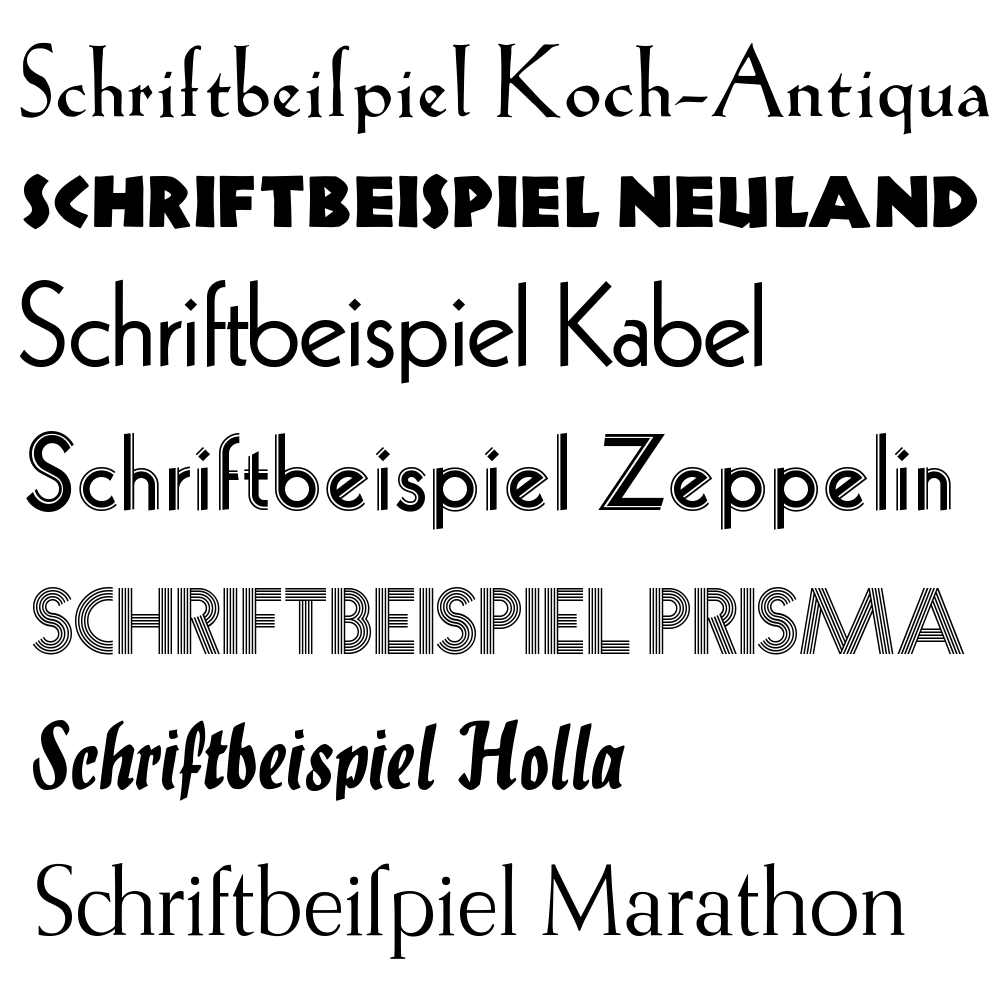
Runde Schriften von Rudolf Koch

### Gebrochene Schriften
- Koch-Fraktur (1910–1921)
- Frühling (1914)
- Maximilian (1914)
- Deutsche Zierschrift (1921)
- Deutsche Anzeigenschrift (1923)
- Wilhelm-Klingspor-Schrift (1926)
- Peter-Jessen-Schrift (1929)
- Wallau (1930)
- Neu-Fraktur (1934)
- Deutsche Werkschrift (1934)
- Koch-Kurrent (1935), nach Kochs Handschrift
- Offenbach (1936), von Friedrich Heinrichsen fertiggestellt
- Claudius (1937), von Paul Koch fertiggestellt

### Antiqua-Schriften
- Koch-Antiqua (1922)
- Neuland (1923)
- Kabel (1927)
- Zeppelin (1929)
- Prisma (1930)
- Marathon (1931)
- Holla (1932)
- Stahl (1933), von Hans Kühne fertiggestellt

## Postume Ausstellungen
- 1935: Hannover, Haus der Kestner-Gesellschaft („Rudolf Koch und sein Kreis“; Veranstalter: Evangelische Reichsarbeitsgemeinschaft christlicher Kunst/ Kestner-Gesellschaft Hannover)

- 1976: Zum Gedenken an den großen Schriftkünstler. Klingspor-Museum, Offenbach, 10. September bis 31. Oktober 1976.
- 2011: Im Glauben an das Exquisite – Siegfried Guggenheim (1873–1961) – Ein jüdischer Mäzen der Buch- und Schriftkunst. Klingspor-Museum, Offenbach[5]

## Gedenken

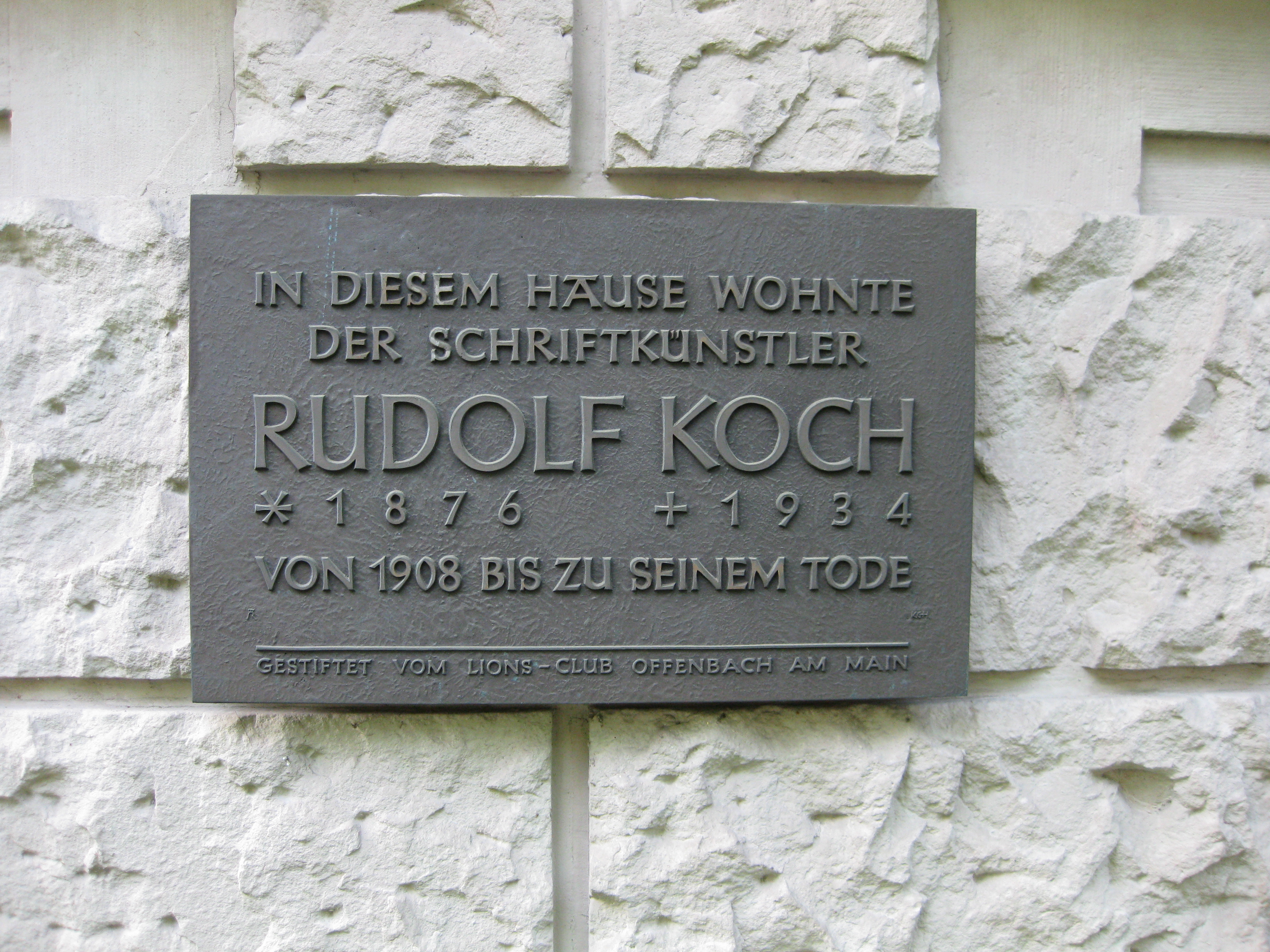
Die Gedenktafel am Haus Buchrainweg 29 in Offenbach

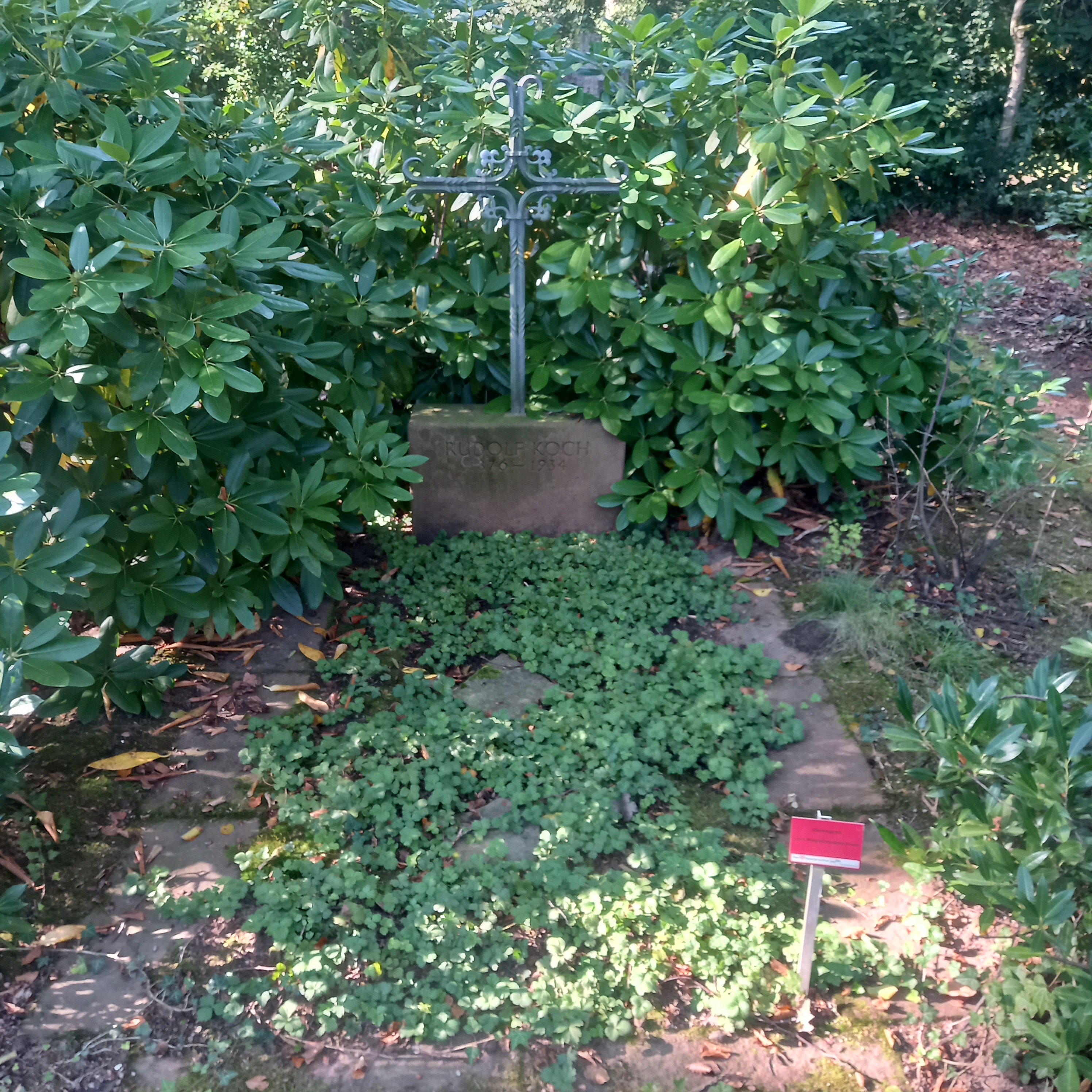
Das Grab von Rudolf Koch auf dem Waldfriedhof Oberrad in Frankfurt am Main

In Offenbach am Main gibt es direkt neben der Hochschule für Gestaltung (HfG) ein Gymnasium, das seinen Namen trägt. An seinem Wohnhaus am Buchrainweg wurde eine Gedenktafel angebracht, die von Karlgeorg Hoefer entworfen wurde.

## Werke
- Die Geschichte vom Weihnachtsstern. Hrsg.: Gebrüder Klingspor, Offenbach am Main, verkleinerter Nachdruck 1959 durch die Evangelische Verlagsanstalt Berlin für die DDR.
- Rudolf Koch. In: Das Plakat, Jg. 12 (1921), Heft 9, S. 491–502 (Digitalisat).
- (ohne Verfasserangabe hrsg. von der Offenbacher Werkstatt): Das ist das Zeichenbuch, welches viele Arten von Zeichen und Sinnbildern enthält, wie sie im deutschen Volk gekannt und angewendet wurden von Handwerkern und Kaufleuten, von Steinmetzen und Apothekern, von Astronomen und anderen weisen Männern und in der heiligen christlichen Kirche und im christlichen Leben zur Ehre Gottes unseres Vaters im Himmel. Gerstung, Offenbach a. M. 1923
- Das Schreibbüchlein. Eine Anleitung zum Schreiben von Rudolf Koch mit Holzschnitten von Fritz Kredel, erschienen im Bärenreiter-Verlag zu Kassel-Wilhelmshöhe. Gedruckt von Heinrich Cramer in Offenbach am Main im Jahre 1930.
- Das Zeichenbuch. Welches alle Arten von Zeichen enthält, wie sie gebraucht worden sind in den frühesten Zeiten, bei den Völkern des Altertums, im frühen Christentum und im Mittelalter. Mit Hilfe von Freunden gesammelt, gezeichnet und erläutert. [Die Zeichen wurden von Fritz Kredel in Holz geschnitten] 2. bedeutend erweiterte Auflage, Gerstung, Offenbach am M. 1926; Insel Verlag, Leipzig 1936 [Der Abschnitt über die Runen wurde von Friedrich von der Leyen bearbeitet]; Nachdruck: Insel Verlag, Frankfurt/Main 1985 (Insel-Bücherei 1021/2, 2. Aufl. 1986) – ISBN 3-458-19021-X

US-amerikanische Ausgabe The Book of signs. New York: Dover 1955
dänische Ausgabe: Gamle tegn og symboler. [København]: Notabene 1972
finnische Ausgabe: Merkkien kirja. Helsingissä: Otava 1984
- Die Offenbacher Schrift. Eine Anweisung zum Schreiben einer deutschen und einer lateinischen Schrift von Rudolf Koch. Heintze & Blanckertz, Berlin 1928. (PDF)
- Das kleine Blumenbuch. mit farbigen Zeichnungen von Rudolf Koch in Holz geschnitten von Fritz Kredel. Insel Verlag, Leipzig 1933 (Insel-Bücherei 281/2)
- Rudolf Koch, Die Kriegserlebnisse des Grenadiers Rudolf Koch, mit einem Selbstbildnis. Insel Verlag, Leipzig  1934.
- Häusliches Leben. Schattenbilder von Rudolf Koch. (Mit einem Nachwort von Ernst Kellner). Insel Verlag, Leipzig o. J. [1934] (Insel-Bücherei 124/2)

Illustration
- Siegfried Guggenheim (Hrsg.): Aus der Vergangenheit der israelitischen Gemeinde zu Offenbach am Main. Zur Einweihung der neuen Synagoge herausgegeben. Offenbach 1915.[6]